# Percy Ikerd
Percy Arthur Ikerd (* 4. Mai 1890 in Eads, Tennessee; † 10. März 1955 in San Bernardino, Kalifornien) war ein US-amerikanischer Produktionsmanager und Regieassistent, der bei der Oscarverleihung 1934 für den Oscar für die beste Regieassistenz nominiert war.

## Biografie
Ikerd begann Anfang der 1930er Jahre als Produktionsmanager bei einer zwölfteiligen Dokumentarfilm-Reihe mit dem Titel How I Play Golf, in der die Golfsport-Legende Bobby Jones Schläge und spielerische Tricks vorführt.
Als Regieassistent war er zwischen 1933 und 1943 an der Herstellung von sieben Filmen beteiligt. 1934 gehörte er zu den Nominierten für den nur einige Jahre vergebenen Oscar für die beste Regieassistenz.
Danach war er wieder überwiegend als Produktionsmanager tätig und an der Produktion von Filmen wie Tal der Leidenschaften (1948), Wenn Eltern schweigen (1949), Zwölf Uhr mittags (1952) von Fred Zinnemann, The Moonlighter (1953) und Oklahoma (1955) beteiligt.